# Фрауэнкирхе (Дрезден)

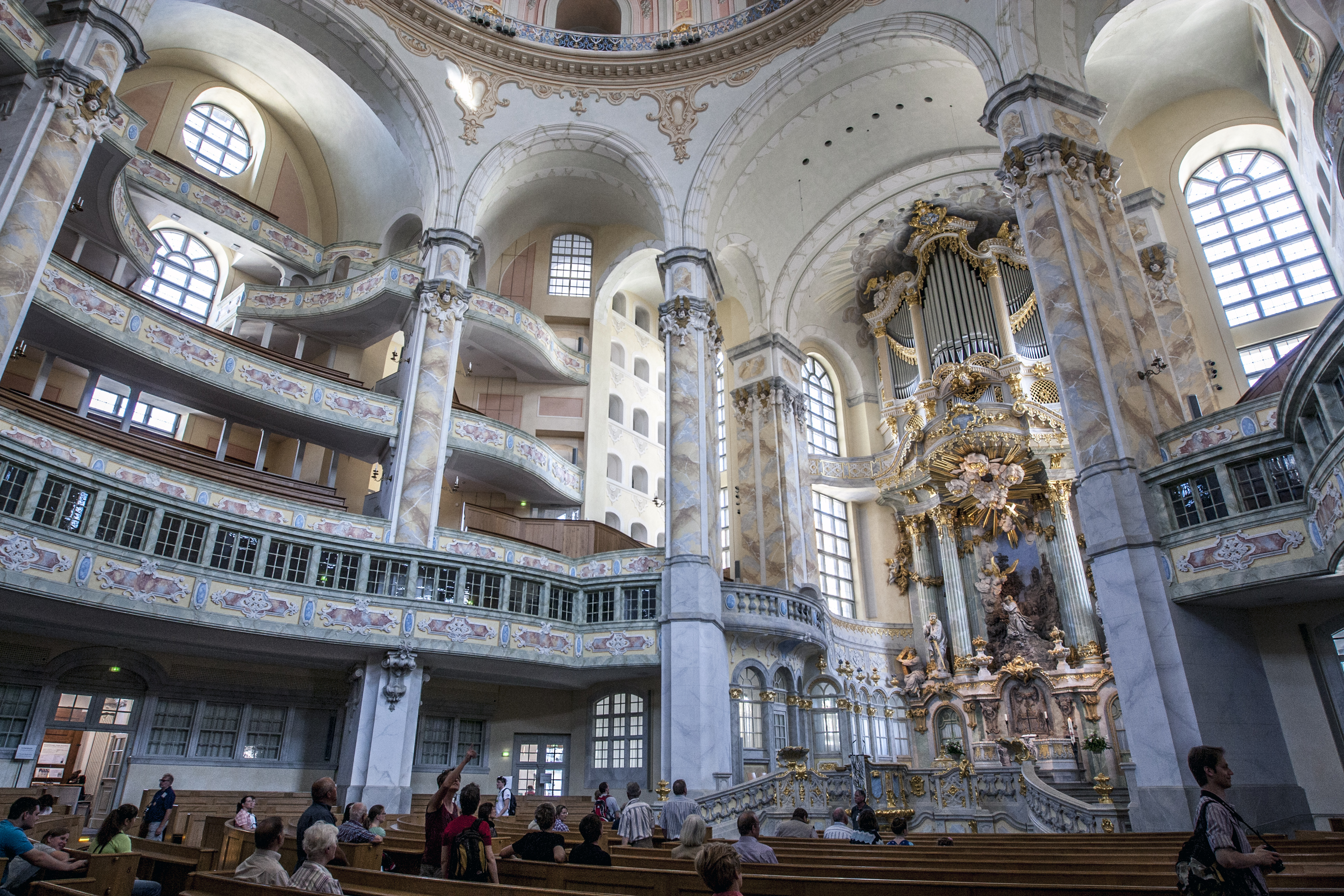
Интерьер

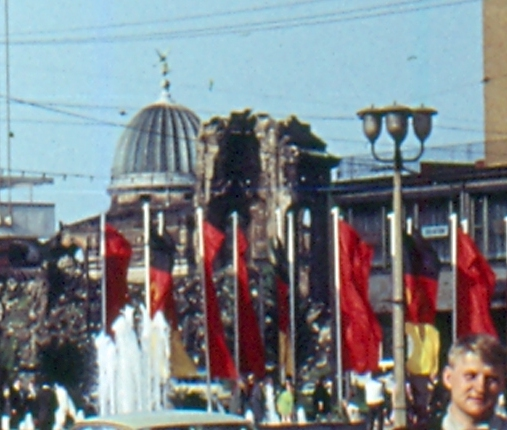
Руины Фрауэнкирхе, сохранённые как памятник жертвам бомбардировки, 1969 год.

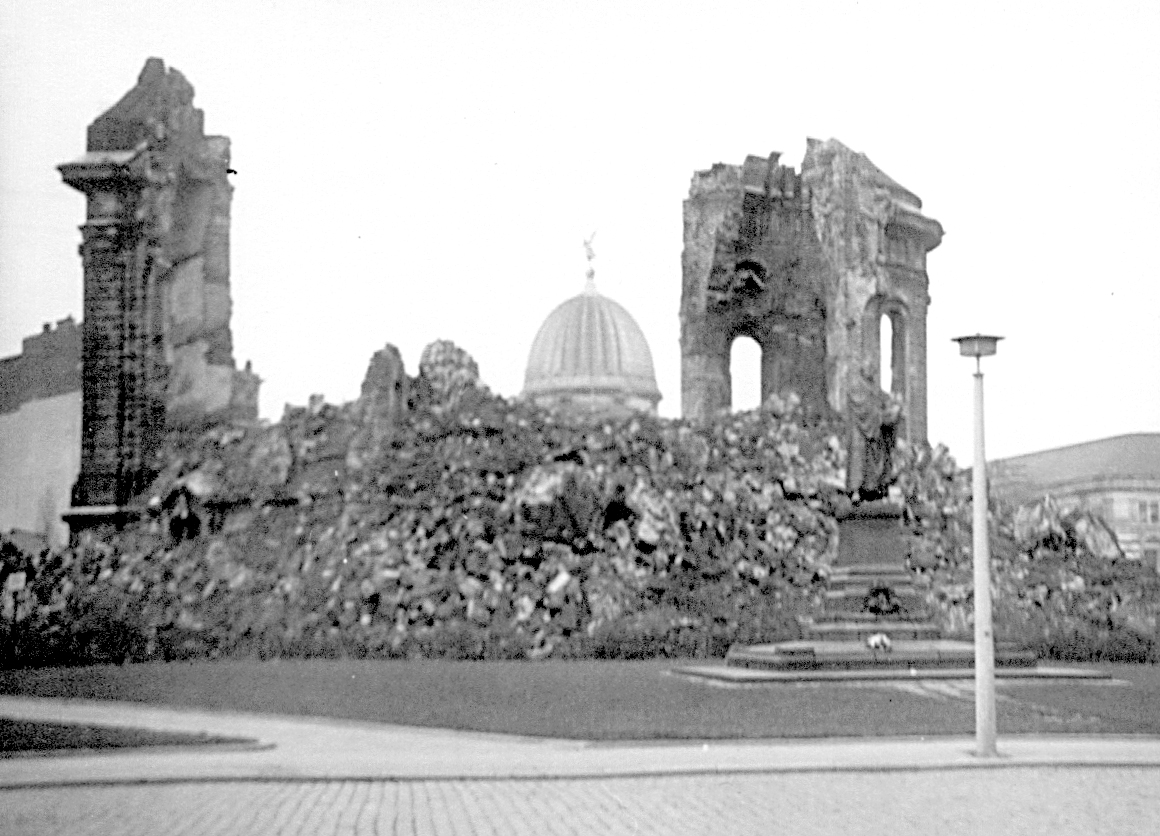
Руины церкви. Фотография 1970 года

Фра́уэнкирхе (нем. Frauenkirche — «церковь Богоматери») — церковь в Дрездене, одна из наиболее значительных лютеранских церквей города. Сооружена в стиле барокко по указанию саксонского курфюрста и короля Польши Августа Сильного в 1726—1743 годах.

## История
Предшественницей собора была одноимённая церковь, которая существовала на этом месте с XI века и много раз перестраивалась. К 1722 году эта церковь обветшала так, что для безопасности с неё даже сняли колокола. Новый храм возводил по своему проекту архитектор Георг Бер (нем. George Bähr). Монументальное 95-метровое сооружение, рассчитанное на 3500 мест и увенчанное громадным куполом, отличалось элегантной внешней простотой и великолепным внутренним убранством.
В годы Второй мировой войны церковь была полностью разрушена в ходе бомбардировок Дрездена англо-американской авиацией 13 февраля 1945 года. Власти ГДР при недостатке финансовых средств приняли решение не восстанавливать, а оставить её как напоминание потомкам о произошедшем.
В 1989 году было положено начало движению «Акция-Фрауэнкирхе» по восстановлению церкви из руин. Движение оформилось в общество «Гражданская инициатива по восстановлению Фрауэнкирхе». Группа заинтересованных граждан во главе со всемирно известным дирижёром и трубачом Людвигом Гюттлером призвала начать сбор средств на восстановление церкви.
Восстановление собора по историческим чертежам началось лишь после объединения Германии. В январе 1993 года в Дрездене в районе разрушенной церкви начались археологические работы. Первый камень в фундамент был положен 27 мая 1994 года. Непосредственное строительство-восстановление здания собора началось в 1996 году. Рядом с восстанавливаемой церковью установили деревянную колоколенку с единственным уцелевшим колоколом Фрауэнкирхе, который входил в набор из четырёх колоколов 1732 года.

Из книги: Виктор Коршиков. «Хотите, я научу вас любить оперу. О музыке и не только»: 
 В феврале 1990 года, спустя всего несколько месяцев после падения берлинской стены, несколько дрезденцев открыли кампанию в надежде восстановить собор. Первым делом они обратились с открытым письмом к королеве Англии и президенту США. Идею эту поддержали отнюдь не все, так как восстановление Фрауэнкирхе, во-первых, обойдётся в огромную сумму, а во-вторых, сотрёт память о войне. Жители Дрездена привыкли к руинам и свечам. Но в скором времени проект получил поддержку, и было собрано 100 из необходимых на реконструкцию 160 миллионов долларов от спонсоров из 26 стран. Работы были начаты в 1993 году. Первым делом начались раскопки. Каждый вырытый камень был сфотографирован и архивирован. При возможности, в реконструкции были использованы сохранившиеся камни, однако более 90 процентов материалов были новыми.<…> …с теологической точки зрения, душевные раны можно исцелить, но и раны города тоже когда-нибудь заживут. Ведь рано или поздно, все камни, и новые и старые, примут одинаковый цвет. (2006 г.) 
 Венчающий церковь крест был изготовлен в Англии сыном пилота, участвовавшего в бомбардировке Дрездена. Он имеет неофициальное название Versöhnungskreuz — «крест примирения».
Торжественное открытие Фрауэнкирхе состоялось в 2005 году. На церемонии присутствовали президент Германии Хорст Кёлер, канцлер ФРГ Герхард Шрёдер, герцог Кентский, послы Великобритании, США и Франции. Церемонию освящения здания проводил епископ Евангелическо-лютеранской церкви Саксонии Йохен Боль.
Использованные при восстановлении сохранившиеся оригинальные камни выделяются чёрными пятнами на фоне светлого фасада.